# Pagidolaphria chrysotelus
Pagidolaphria chrysotelus là một loài ruồi trong họ Asilidae. Pagidolaphria chrysotelus được Walker miêu tả năm 1855.